# National Register of Historic Places in Alaska

Karte der Boroughs, Census Areas und Municipalities von Alaska und Verteilung der NRHP-Einträge

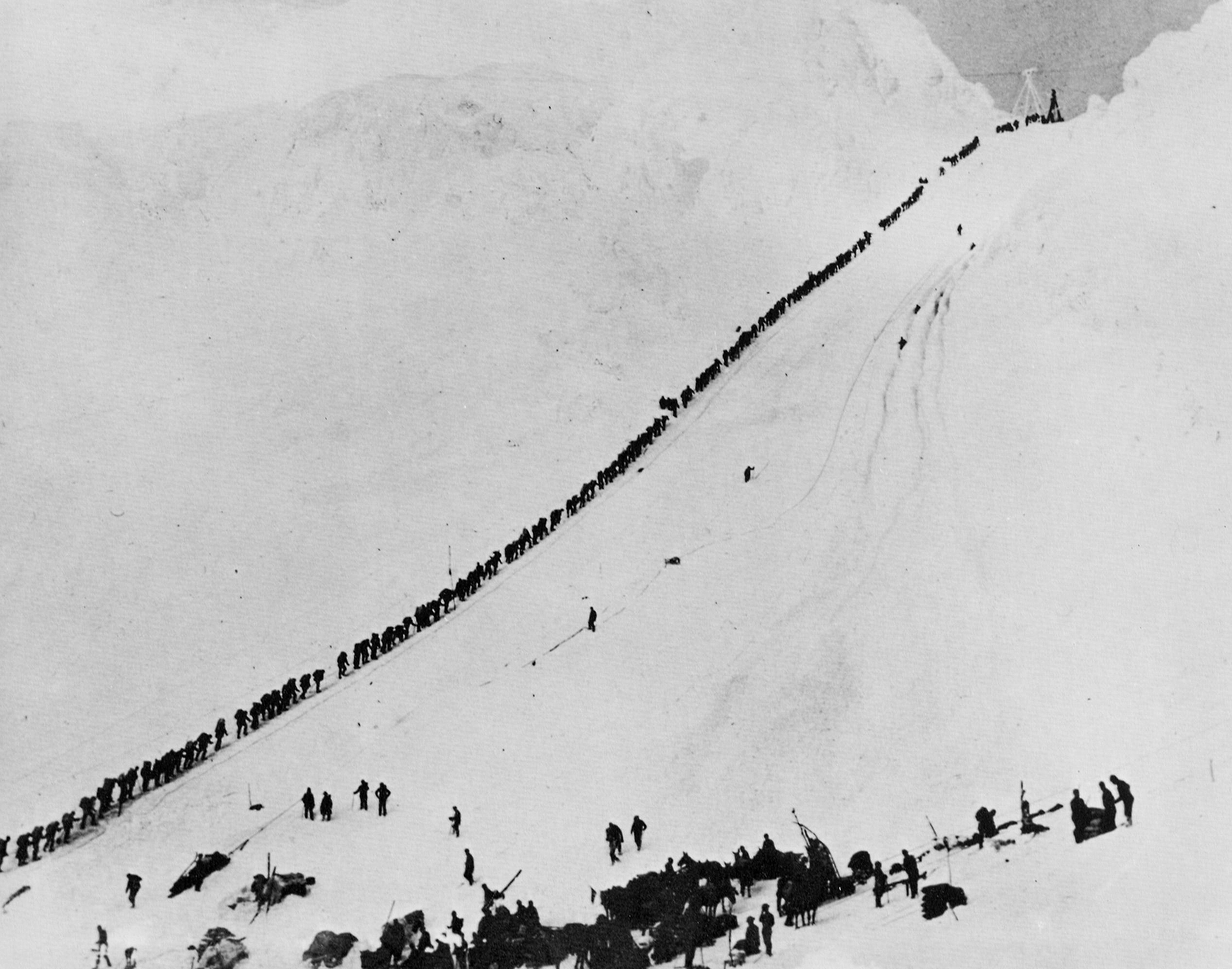
Chilkoot Trail and Dyea Site

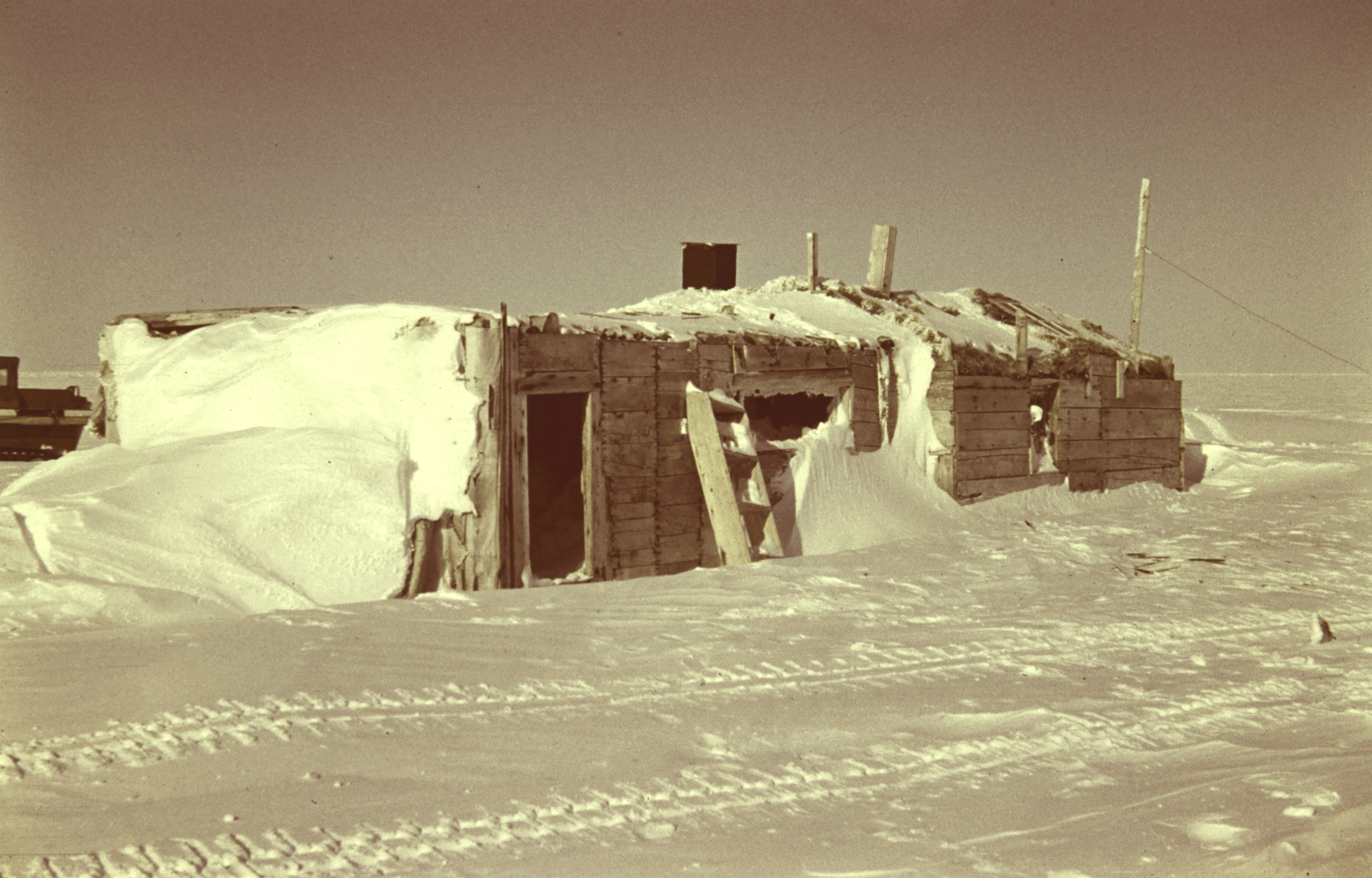
Leffingwell Camp Site

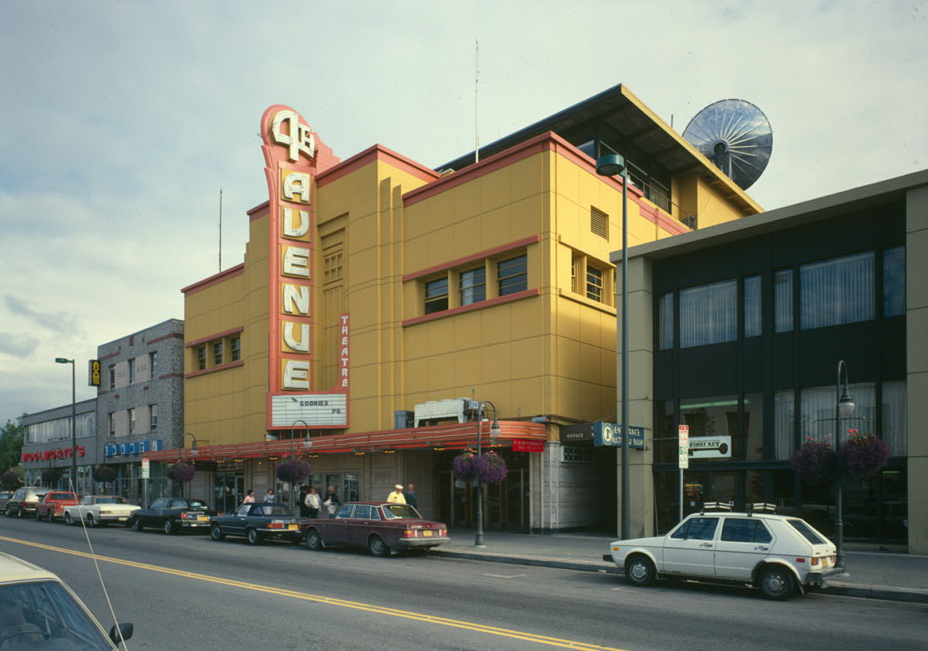
Fourth Avenue Theatre in Anchorage

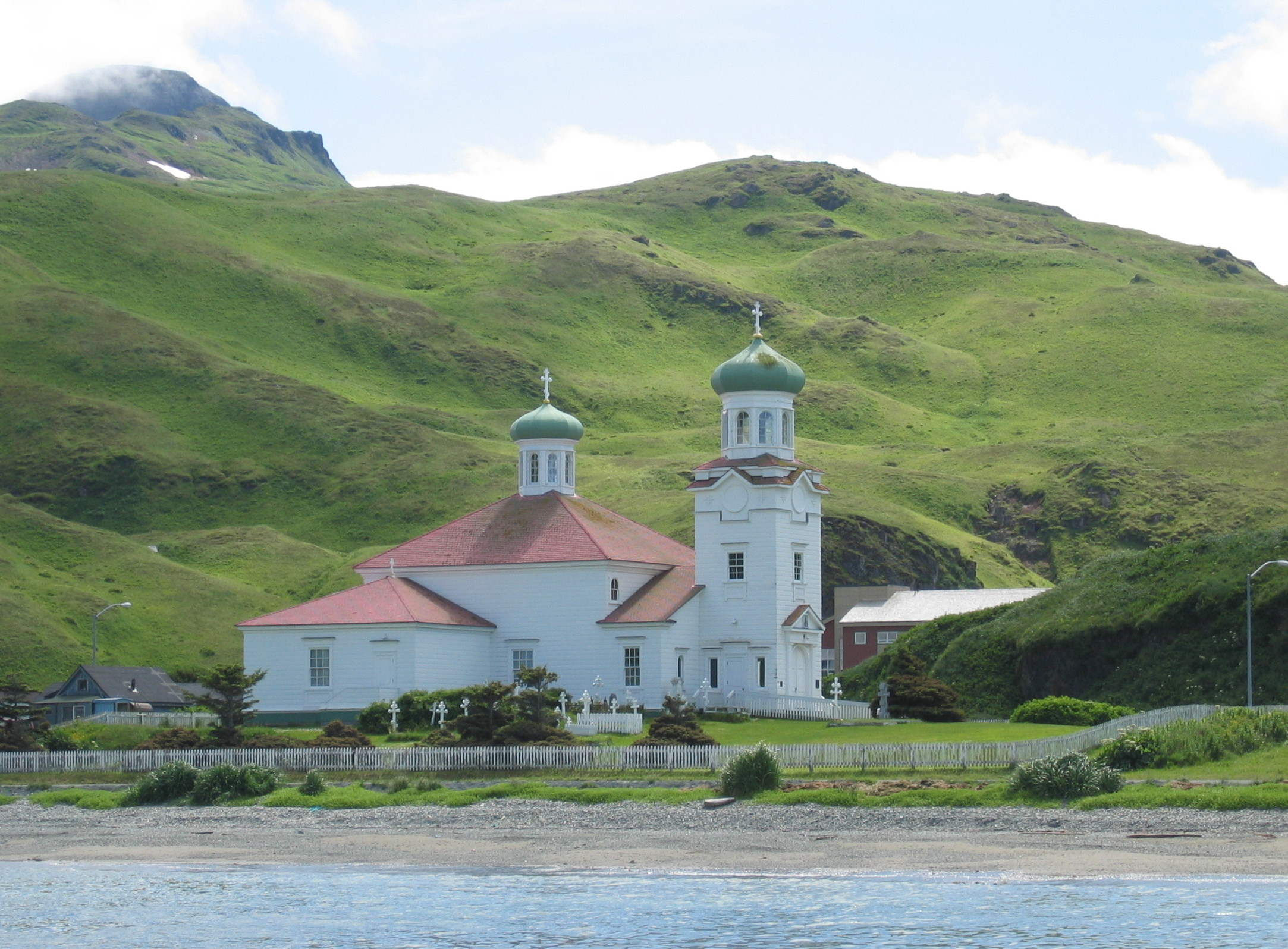
Church of the Holy Ascension in Unalaska

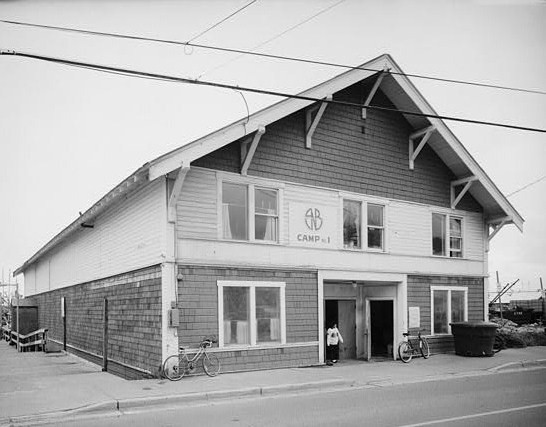
Alaska Native Brotherhood Hall

Das National Register of Historic Places in Alaska ist Teil des nationalen Denkmalschutzprogramms und des National Register of Historic Places der Vereinigten Staaten (Bauwerke, Objekte, Stätten und historische Distrikte). Diese verteilen sich über 28 Boroughs und Census Areas.

## Anzahl der Objekte nach Borough und Census Area.
|           | Borough / Census Area / Municipality | Liste der Einträge in das NRHP im County           | Anzahl |
| --------- | ------------------------------------ | -------------------------------------------------- | ------ |
| 1         | Aleutians East                       | NRHP-Einträge im Aleutians East Borough            | 4      |
| 2         | Aleutians West                       | NRHP-Einträge im Aleutians West Census Area        | 15     |
| 3         | Anchorage                            | NRHP-Einträge in der Municipality of Anchorage     | 34     |
| 4         | Bethel                               | NRHP-Einträge im Bethel Census Area                | 7      |
| 5         | Bristol Bay                          | NRHP-Einträge im Bristol Bay Borough               | 2      |
| 6         | Denali                               | NRHP-Einträge im Denali Borough                    | 16     |
| 7         | Dillingham                           | NRHP-Einträge im Dillingham Census Area            | 2      |
| 8         | Fairbanks North Star                 | NRHP-Einträge im Fairbanks North Star Borough      | 32     |
| 9         | Haines                               | NRHP-Einträge im Haines Borough                    | 6      |
| 10        | Hoonah-Angoon                        | NRHP-Einträge im Hoonah-Angoon Census Area         | 19     |
| 11        | Juneau                               | NRHP-Einträge in der City and Borough of Juneau    | 23     |
| 12        | Kenai-Halbinsel                      | NRHP-Einträge im Kenai Peninsula Borough           | 34     |
| 13        | Ketchikan Gateway                    | NRHP-Einträge im Ketchikan Gateway Borough         | 19     |
| 14        | Kodiak Island                        | NRHP-Einträge im Kodiak Island Borough             | 27     |
| 15        | Kusilvak                             | keine Einträge                                     | –      |
| 16        | Lake and Peninsula                   | NRHP-Einträge im Lake and Peninsula Borough        | 20     |
| 17        | Matanuska-Susitna                    | NRHP-Einträge im Matanuska-Susitna Borough         | 27     |
| 18        | Nome                                 | NRHP-Einträge im Nome Census Area                  | 21     |
| 19        | North Slope                          | NRHP-Einträge im North Slope Borough               | 18     |
| 20        | Northwest Arctic                     | NRHP-Einträge im Northwest Arctic Borough          | 2      |
| 21        | Petersburg                           | NRHP-Einträge im Petersburg Census Area            | 5      |
| 22        | Prince of Wales–Hyder                | NRHP-Einträge im Prince of Wales–Hyder Census Area | 5      |
| 23        | Sitka                                | NRHP-Einträge in der City and Borough of Sitka     | 21     |
| 24        | Skagway                              | NRHP-Einträge im Municipality of Skagway Borough   | 3      |
| 25        | Southeast Fairbanks                  | NRHP-Einträge im Southeast Fairbanks Census Area   | 12     |
| 26        | Valdez–Cordova                       | NRHP-Einträge im Valdez–Cordova Census Area        | 28     |
| 27        | Wrangell                             | NRHP-Einträge in der City and Borough of Wrangell  | 4      |
| 28        | Yakutat                              | NRHP-Einträge in der City and Borough of Yakutat   | 2      |
| 29        | Yukon–Koyukuk                        | NRHP-Einträge im Yukon–Koyukuk Census Area         | 17     |
| Die Summe | Die Summe                            | 424 1                                              | 424 1  |